# Tour de Pequín 2011
El Tour de Pequín 2011 fou la primera edició de la cursa ciclista per etapes Tour de Pequín i al 25a de l'UCI World Tour 2011 i es disputà entre el 5 i el 9 d'octubre de 2011. La cursa constà de 614,3 km pels voltants de Pequín repartits entre 5 etapes, la primera d'elles una contrarellotge individual al voltant de l'Estadi Nacional de Pequín.
El vencedor final fou l'alemany Tony Martin (Team HTC-High Road), gràcies a la seva victòria en la contrarellotge individual inicial i a saber mantenir la diferència obtinguda respecte a la resta de competidors. El seguiren en la classificació els britànics David Millar (Garmin-Cervélo) i Chris Froome (Team Sky). Denís Galimziànov (Team Katusha guanyà la classificació per punts, Igor Antón (Euskaltel–Euskadi) la de muntanya i Ben King (Team RadioShack) la dels joves. El Team Sky fou el millor equip.

## Equips
Com a cursa de l'UCI World Tour els 18 equips del ProTour hi han de prendre part. A més l'organització convidà una selecció nacional xinesa, per acabar de formar un pilot amb 19 equips.
Els 19 equips que hi prenen part són:
| - AG2R La Mondiale - Astana Qazaqstan Team - BMC Racing Team - Selecció Nacional xinesa - Euskaltel–Euskadi - Garmin-Cervélo - Team HTC-High Road | - Lampre-ISD - Leopard Trek - Liquigas-Cannondale - Movistar Team - Omega Pharma-Lotto - QuickStep Cycling Team | - Rabobank ProTeam - Saxo Bank-Sungard - Team Katusha - Team RadioShack - Team Sky - Vacansoleil-DCM |

## Etapes
| Etapa    | Data        | Recorregut                                                    | km    | Vencedor de l'etapa | Líder de la general |
| -------- | ----------- | ------------------------------------------------------------- | ----- | ------------------- | ------------------- |
| 1a etapa | 5 d'octubre | Estadi Nacional de Pequín - Centre Aquàtic Nacional de Pequín | 11,3  | Tony Martin         | Tony Martin         |
| 2a etapa | 6 d'octubre | Estadi Nacional de Pequín - Districte de Mentougou            | 133,5 | Heinrich Haussler   | Tony Martin         |
| 3a etapa | 7 d'octubre | Districte de Mentougou - Xian de Yanqing                      | 162,0 | Nicolas Roche       | Tony Martin         |
| 4a etapa | 8 d'octubre | Xian de Yanqing - Parc Olímpic de Rem-Piragüisme de Shunyi    | 189,5 | Elia Viviani        | Tony Martin         |
| 5a etapa | 9 d'octubre | Plaça Tian'anmen - Estadi Nacional de Pequín                  | 118,0 | Denís Galimziànov   | Tony Martin         |

## Classificació general
|    | Ciclista                     | Equip                       | Temps       |
| -- | ---------------------------- | --------------------------- | ----------- |
| 1  | Tony Martin (GER)            | Team HTC-High Road          | 13h 39' 11" |
| 2  | David Millar (GBR)           | Garmin-Cervélo              | + 17"       |
| 3  | Chris Froome (GBR)           | Team Sky                    | + 26"       |
| 4  | Steve Cummings (GBR)         | Team Sky                    | + 35"       |
| 5  | Olivier Kaisen (BEL)         | Omega Pharma-Lotto          | + 39"       |
| 6  | Luis León Sánchez (ESP)      | Rabobank ProTeam            | + 41"       |
| 7  | Jean-Christophe Péraud (FRA) | AG2R La Mondiale            | + 43"       |
| 8  | Andrí Hrivko (UKR)           | Astana Qazaqstan Team       | + 43"       |
| 9  | Dario Cataldo (ITA)          | Quick-Step Alpha Vinyl Team | + 43"       |
| 10 | Niki Terpstra (NED)          | Quick-Step Alpha Vinyl Team | + 46"       |

## Evolució de les classificacions
| Etapa | Vencedor          | Classificació general | Classificació de la muntanya | Classificació per punts | Classificació dels joves | Classificació per equips |
| ----- | ----------------- | --------------------- | ---------------------------- | ----------------------- | ------------------------ | ------------------------ |
| 1a    | Tony Martin       | Tony Martin           | no entregat                  | Tony Martin             | Alex Dowsett             | Team Sky                 |
| 2a    | Heinrich Haussler | Tony Martin           | Thomas de Gendt              | Tony Martin             | Alex Dowsett             | Team Sky                 |
| 3a    | Nicolas Roche     | Tony Martin           | Igor Antón                   | Chris Froome            | Ben King                 | Team Sky                 |
| 4a    | Elia Viviani      | Tony Martin           | Igor Antón                   | Denís Galimziànov       | Ben King                 | Team Sky                 |
| 5a    | Denís Galimziànov | Tony Martin           | Igor Antón                   | Denís Galimziànov       | Ben King                 | Team Sky                 |
| Final | Final             | Tony Martin           | Igor Antón                   | Denís Galimziànov       | Ben King                 | Team Sky                 |